# Afton (Iowa)
Afton is een plaats (city) in de Amerikaanse staat Iowa, en valt bestuurlijk gezien onder Union County.

## Demografie
Bij de volkstelling in 2000 werd het aantal inwoners vastgesteld op 917. In 2006 is het aantal inwoners door het United States Census Bureau geschat op 896, een daling van 21 (-2,3%).

## Geografie
Volgens het United States Census Bureau beslaat de plaats een oppervlakte van 2,5 km², geheel bestaande uit land. Afton ligt op ongeveer 378 m boven zeeniveau.

## Plaatsen in de nabije omgeving
De onderstaande figuur toont nabijgelegen plaatsen in een straal van 16 km rond Afton.